# Die Nacht vor der Premiere
『Die Nacht vor der Premiere』は、Georg Jacoby 監督、1959年のドイツ映画。1959年5月14日に西ドイツで公開。劇中でルイ・アームストロングやヘルムート・ツァハリアスが演奏している。ドイツのみで公開された。

## あらすじ
南米のダンサーの娘がハンブルク出身の男と結婚しようと騒動を起こす。母（南米のダンサー）は娘の結婚を邪魔しようと麻薬密輸業者と関わろうと決意する。

## キャスト
- マリカ・レック: Carola Lorm
- テオ・リンゲン: Karl Schmitt
- Wolfgang Lukschy: Kriminalkommissar Peter Hall
- Peer Schmid: Heinz Schmitt
- Ursula Grabley: Berta Schmitt
- Erna Sellmer: Rosalia Fascinelli
- Wiebke Paritz: Barbara Lorm
- Fred Raul: Don Alvarez
- Wolfgang Neuss: Gavrilo
- Carl Voscherau: Friedrich Iversen
- Elly Burgmer
- Ruth von Hagen（Ruth Hagen として）
- Max Walter Sieg（Max-Walter Sieg として）
- Benno Gellenbeck
- Oskar Mueller（Oskar Müller として）
- Lothar Gruetzne（Lothar Grützner として）
- Joachim Rake
- Peter Frank
- Manfred Steffen: Joe
- Michael Toost
- Rudolf Fenner: Wirt der Arizona-Bar
- Bruno Vahl-Berg
- Uwe Friedrichsen: Polizist
- Gerda-Maria Jürgens
- ルイ・アームストロング: 本人役（トランペット、歌）
- ダニー・バルセロナ（Danny Barcelona）: 本人役（ドラムス）
- ピーナッツ・ハッコー: 本人役（クラリネット）
- ビリー・カイル: 本人役（ピアノ）
- ジェームズ・ヤング（トラミー・ヤングとして）: 本人役（トロンボーン）
- モート・ハーバート（Mort Herbert）: 本人役（コントラバス）
- Billy Mo: 本人役
- ヘルムート・ツァハリアス: 本人役

## 挿入歌
- "Küsse in der Nacht": Marika Rökk と Billy Mo
- "Eine Party mit Dir": Marika Rökk
- "Kisses in the Night": ルイ・アームストロング
- "Ein anständ'ges Mädchen": Marika Rökk
- "Charleston-Boy": Marika Rökk